# Коронавірусна хвороба 2019 у Південній Осетії
Спалах коронавірусної хвороби 2019 у Південній Осетії — це поширення пандемії коронавірусної хвороби 2019 на територію тимчасово окупованої військами РФ самопроголошеної республіки Південна Осетія, що є частиною Грузії. Перший випадок захворювання коронавірусною хворобою зареєстровано 6 травня 2020 року в Цхінвалі.

## Хронологія

### Березень
З 20 березня закрито більшість шкіл та приватних підприємств у Південній Осетії.

### Квітень
5 квітня 2020 року закритий кордон між Росією і Грузією.

### Травень
Перші три випадки коронавірусної хвороби зареєстровані у Південній Осетії 6 травня 2020. Одним із хворих виявився пенсіонер із столиці Північної Осетії Владикавказа, який приїхав до Цхінвалі ще 20 квітня, і з цього часу знаходився на карантині в лікарні. Другим хворим став 14-річний курсант суворовського училища також із Владикавказа. Третій хворий також приїхав із Владикавказа, проте точні дані за нього не повідомлені. Проведено відстеження контактів усіх трьох випадків. Станом на 23 травня у Південній Осетії зареєстровано 35 випадків коронавірусної хвороби.

### Листопад 2020 року
У листопаді керівник консульського управління Південної Осетії у Владикавказі доставив ліки до Південної Осетії. Президент Південної Осетії Анатолій Бібілов звернувся до осетинських діаспор і підприємців із закликом надати всіляку допомогу населенню Південної Осетії.

### Грудень 2020 року
У грудні 2020 року Збройні сили Росії вивели свій мобільний госпіталь, який вони розгорнули в столиці Південної Осетії.

### Лютий 2021 року
Наприкінці лютого 2021 року видання «European Voice» повідомило, що Південна Осетія виділила зі свого бюджету на 2021 рік суму, еквівалентну 27 тисяч доларів США, на закупівлю вакцини проти COVID-19 «Спутник V».

### Червень 2021 року
У червні президент Південної Осетії Анатолій Бібілов вакцинувався вакциною «Спутник V».

## Реакція
Південна Осетія — територія, окупована російськими військами, яка оголосила в односторонньому свою незалежність, що визнається Росією та ще кількома країнами як незалежна держава. Більшістю країн світу вона визнається як територія Грузії, разом із іншою самопроголошеною республікою Абхазією, що також окупована російськими військами. На початку пандемії керівництво Грузії закликали ВООЗ та інші міжнародні організації надавати підтримку людям, які проживають у цих двох сепаратистських регіонах, та запевнили, що влада Грузії не буде перекривати в'їзд та виїзд з цих регіонів. На відміну від Абхазії, Південна Осетія відмовилася співпрацювати з Грузією, та перекрила рух на кордоні з територією, яка знаходиться під контролем міжнародно визнаного грузинського уряду, у лютому 2020 року. Владні структури Південної Осетії відмовилася приймати фахівців ВООЗ та інших міжнародних організацій, якщо вони не в'їхали до регіону через територію Росії, а через територію Грузії, хоча кордон самопроголошеної республіки з Росією також був закритий у березні 2020 року.
За даними Міжнародної кризової групи, серед усіх самопроголошених сепаратистських утворень на території колишнього Радянського Союзу Південна Осетія має найвищий ризик смертності при пандемії коронавірусної хвороби у зв'язку з великою кількістю (17%) жителів похилого віку, недостатньою кількістю оснащених медичних закладів, недостатньою кількістю підготовлених медичних працівників, а також нездатністю закупляти необхідні ресурси в Росії, яка в більшості випадків забезпечує потреби Південної Осетії в матеріальних ресурсах.